# فرناندو إسبينوزا
فرناندو إسبينوزا (بالإسبانية: Fernando Espinoza)‏ هو لاعب كرة قدم تشيلي، ولد في 16 مايو 1991 في تالكاهوانو في تشيلي. لعب مع ميلسامي أورهي وهواتشيباتو.

## وصلات خارجية
- فرناندو إسبينوزا على موقع قاعدة بيانات كرة القدم.إي يو (الإنجليزية)
- فرناندو إسبينوزا على موقع Soccerway.com (الإنجليزية)